# Mountain Studios
46°30′57″ пн. ш. 6°50′56″ сх. д. / 46.5159° пн. ш. 6.8488° сх. д.
Mountain Studios — студія звукозапису.
Була створена в 1975 році в Монтре (Швейцарія) в будівлі знаменитого місцевого казино за адресою Rue du theatre, 9. Mountain Studios розташовувалася в лівому крилі будівлі та займала два поверхи. На другому поверсі знаходилася сама студія, де записували свої партії музиканти, а на першому — «mixing room», де звукорежисер виконував свою роботу. В 1979 році студія була куплена рок-гуртом Queen та перебувала в її власності аж до 1993 року. Потім студія стала власністю продюсера та звукорежисера Queen Девіда Річардса. Деякий час, Річард за окрему плату влаштовував екскурсії в студію, а через деякий час він, разом зі студією, переїхав в Атталенсе (Швейцарія), а звільнене місце було продано під бар.

## Альбоми, записані на студії
- Queen
  - Jazz (1978)
  - Hot Space (1982)
  - A Kind of Magic (1986)
  - The Miracle (1989)
  - Innuendo (1991)
  - Made in Heaven (1995)
- Браян Мей
  - Back to the Light (1992)
- Фредді Мерк'юрі і Монсеррат Кабальє
  - Барселона (1988)
- Роджер Тейлор
  - Fun in Space (1981)
  - Strange Frontier (1984)
- The Cross
  - Shove It (1988)
  - Mad, Bad, and Dangerous to Know (1990)
- AC/DC
  - Fly on the Wall (1985)
- Девід Боуї
  - «Heroes» (1977)
  - Lodger (1979)
  - Tonight (1984)
  - Never Let Me Down (1987)
  - Black Tie White Noise (1993)
  - The Buddha of Suburbia (1993)
  - 1.Outside (1995)
- Іґґі Поп
  - Blah Blah Blah (1986)
- Кріс Рі
  - Water Sign (1983)
  - Wired to the Moon (1984)
  - Shamrock Diaries (1985)
  - On the Beach (1986)
- The Rolling Stones
  - Black and Blue (1976)
- Yes
  - Going for the One (1977)
- Magnum
  - Vigilante (1986)